# Distretto di Xiangshan
Il distretto di Xiangshan (象山区S, Xiàngshān QūP) è un distretto della Cina, situato nella regione autonoma di Guangxi e amministrato dalla prefettura di Guilin.